# Nicolás Suárez
Nicolás Suárez é uma província da Bolívia localizada no departamento de Pando, sua capital é a cidade de Cobija.